# Aatif Chahechouhe
Aatif Chahechouhe (* 2. Juli 1986 in Fontenay-aux-Roses, Frankreich) ist ein französisch-marokkanischer Fußballspieler. Seit Juli 2022 ist er vereinslos.

## Karriere

### Im Verein

#### Karrierestart in Frankreich
Chahechouhe kam 1986 in der Pariser Vorort Fontenay-aux-Roses als Sohn marokkanischer Einwanderer auf die Welt. Das Fußballspielen erlernte er hier als Straßenfußballer und wurde dann von den Scouts des RC Paris entdeckt. 2005 wurde Chahechouhe bei diesem Verein in den Profikader aufgenommen und absolvierte in seiner ersten Saison fünf Ligabegegnungen. In den Folgejahren spielte er in verschiedenen französischen Vereinen. Bei den Lothringern von AS Nancy absolvierte Chahechouhe im April 2010 sein Spiel-Debüt in der höchsten Spielklasse Frankreichs, der Ligue 1.

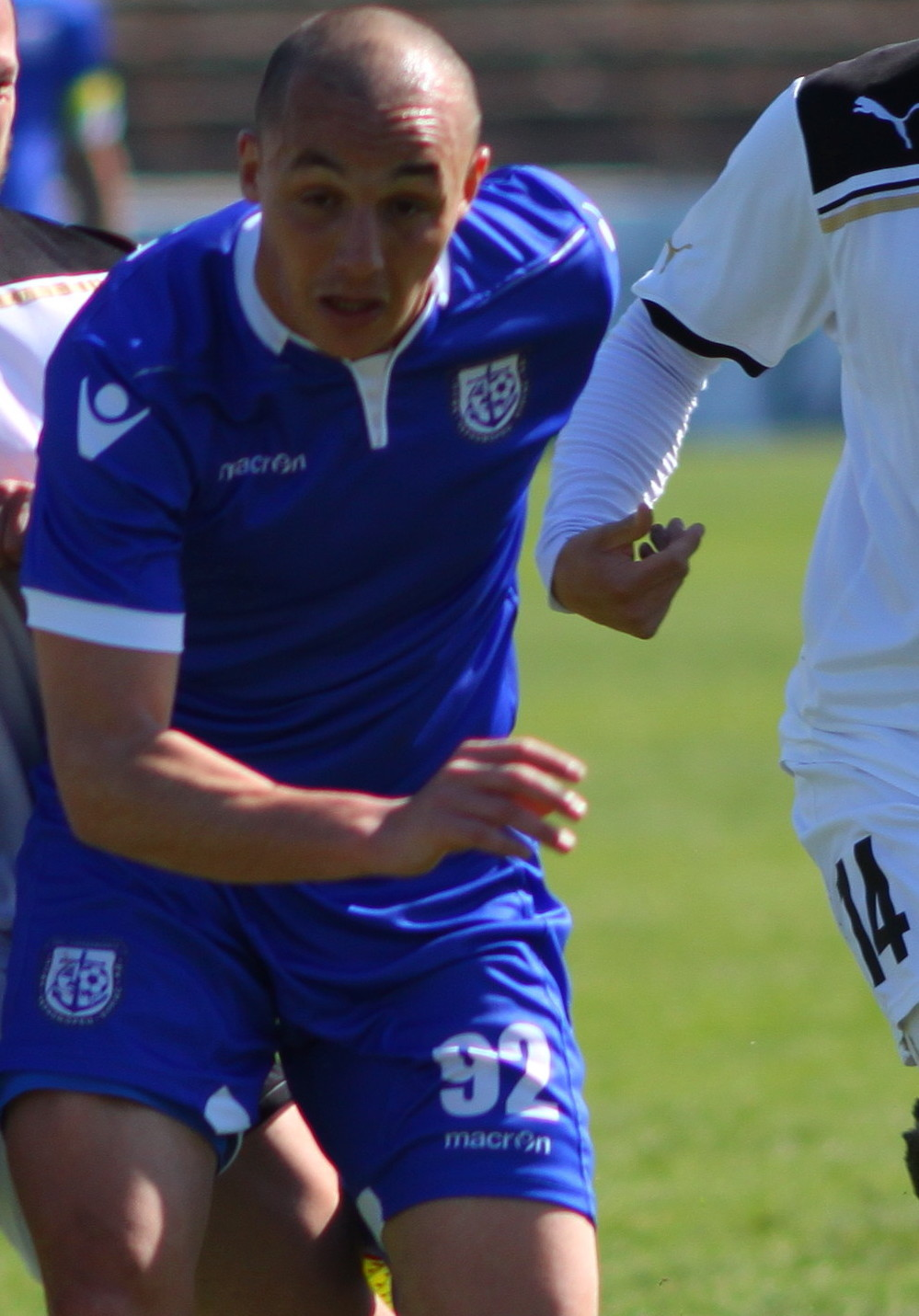
Aatif Chahechouhe (2012) im Einsatz für Tschernomorez Burgas

#### Tschernomorez Burgas
Im Januar 2012 wechselte Chahechouhe das erste Mal ins Ausland nach Bulgarien zum Erstligisten FC Tschernomorez Burgas. Hier gelang ihm im Laufe der Saison der Sprung in die Stammelf. Er beendete die Saison mit zehn Ligatoren in 15 Begegnungen.

#### Türkei
Zur Saison 2012/13 wechselte Chahechouhe von Tschernomorez Burgas zum türkischen Süper-Lig-Verein Sivasspor.
In der Spielzeit 2013/14 ging er in die Annalen der Vereinsgeschichte von Sivasspor unter dem Teamchef Roberto Carlos ein. Es gelang ihm mit 17 Ligatoren der erste Torschützenkönig des Vereins in der spielhöchsten Spielklasse, Süper Lig, der Türkei zu sein. Außerdem hatte er mit seinen 17 Toren und sechs Torvorlagen einen Anteil von über einem Drittel an der torreichsten Spielzeit (60 Tore) der Vereinshistorie in der Süper Lig; der Verein war die zweitbeste torreichste Mannschaft der Liga, nach dem Ligameister, gewesen.
Nach dem Abstieg 2016 mit Sivasspor wechselte er im Sommer 2016 zum türkischen Traditionsverein Fenerbahçe Istanbul. Nach zweieinhalb Jahren für die Istanbuler wechselte er mit einem Halbjahresvertrag ausgestattet zum Ligarivalen Çaykur Rizespor. Im Sommer 2019 zog er zu Antalyaspor weiter.

### In der Nationalmannschaft
Im Mai 2014 gab er mit 27 Jahren sein Spiel-Debüt als Nationalspieler für Marokko beim 4:0-Sieg im Freundschaftsspiel gegen Mosambik, wo ihm auch sofort sein erstes Tor gelang.

## Erfolge
Sivasspor (2012–2016)
- Torschützenkönig der Süper Lig: 2013/14 (17 Tore in 34 Ligaspielen)
- Bester Scorer der Süper Lig: 2013/14 (23 Scorerpunkte)